# Hogna denisi
Hogna denisi Roewer, 1959 è un ragno appartenente alla famiglia Lycosidae.

## Caratteristiche
I cheliceri sono di colore rossastro; nella parte frontale i peli sono grigio-biancastri.
L'olotipo femminile rinvenuto ha lunghezza totale è di 13 mm; la lunghezza del cefalotorace è di 6,0 mm e quella dell'opistosoma è di 7,0 mm.

## Distribuzione
La specie è stata reperita nel Sudafrica centrale: nei pressi di Capland, località degli altopiani stepposi del Karoo appartenenti alla Provincia del Capo Settentrionale .

## Tassonomia
Al 2017 non sono note sottospecie e dal 1959 non sono stati esaminati nuovi esemplari.